# Jan Evertsenbrug
De Jan Evertsenbrug (145p) is een kunstwerk in Amsterdam Nieuw-West. Alhoewel de naam dragend van een brug is het een stelsel van viaducten en bruggen, Amsterdam duidt meestal viaducten als bruggen aan.
Het viaducten- en bruggenstelsel, geheel van beton, is gelegen in de Ringweg Amsterdam en overspant de Jan Evertsen en een parallel liggende waterweg. De bouw van het complex ging van start op 1 mei 1969 Op 9 mei was er een grote zandvlakte te zien.. Het bouwwerk maakte deel uit van de verlenging van de Ringweg-West toen nog Einsteinweg geheten. Het traject tussen de Jan van Galenstraat en de Cornelis Lelylaan, waarin het kunstwerk ligt, werd op 27 juni 1972 vrijgegeven voor het verkeer. Deze ongelijkvloerse kruising kreeg geen onderlinge af- en toevoerwegen, omdat de afstand tot de afslagen in de ringweg naar de Jan van Galenstraat relatief dichtbij zijn. Die afstand is dermate kort dat de afslag van de ringweg naar de Jan van Galenstraat al ten zuiden van de Jan Evertsenbrug begint, net als de toevoerweg van de Jan van Galenstraat naar die ringweg pas ten zuiden van de Jan Evertsenbrug ophoudt. Het viaduct ziet er van boven als volgt uit (van oost naar west):
- afslag ringweg naar Jan van Galenstraat, noordwaarts gelegen
- overspanning ringweg noordwaarts over de Jan Evertsenstraat
- overspanning ringweg zuidwaarts over de Jan Evertsenstraat
- toevoerweg van Jan van Galenstraat naar ringweg zuidwaarts.

De viaducten gingen vanaf 1974 naamloos door het leven met het nummer 145P hetgeen verwijst naar een brug in Amsterdam in beheer bij het rijk of provincie, in dit geval het rijk. Amsterdam vernoemde op 8 december 2017 (bijna) alle viaducten in de ringweg, om een betere plaatsaanduiding te krijgen. Op die datum werd de nieuwe naam Jan Evertsenbrug opgenomen in de Basisadministratie Adressen en Gebouwen (BAG). Het bouwwerk werd daarbij vernoemd naar de Jan Evertsenstraat, die op haar beurt is vernoemd naar de admiraal Jan Evertsen.
Ten zuidoosten van het viaduct/de brug staan twee voormalige kantoorgebouwen. De laagbouw dient tot filiaal van de Hotelschool The Hague. De hoogbouw, een voormalig kantoor van de AMRO Bank, dient tot hotel. Ze zijn beide ontworpen door Piet Zanstra, Ab Gmelig Meyling en Peter de Clercq Zubli. Ten zuidwesten staan de Knijtijzerblokken, naar architect Herman Knijtijzer, een gemeentelijk monument.